# (691) Lehigh
(691) Lehigh ist ein Asteroid des Hauptgürtels, der am 11. Dezember 1909 vom US-amerikanischen Astronomen Joel H. Metcalf in Taunton entdeckt wurde.
Der Asteroid wurde nach der US-amerikanischen Lehigh University benannt.